# Монтаназо-Ломбардо
Монтаназо-Лобмардо (итал. Montanaso Lombardo) — коммуна в Италии, располагается в регионе Ломбардия, подчиняется административному центру Лоди.
Население составляет 1524 человека, плотность населения составляет 169 чел./км². Занимает площадь 9 км². Почтовый индекс — 20075. Телефонный код — 0371.
Покровителем коммуны почитается святой Георгий, празднование в третье воскресение октября.